# Têtes dans un paysage
 Têtes dans un paysage est l'une des  Peintures noires  qui décoraient la Quinta del Sordo  maison que Francisco de Goya acquit en 1819. Cette œuvre faisait probablement une paire avec le Chien. 

## Contexte
Cette peinture semble avoir été arrachée au plâtre avant les autres peintures noires, qui furent transférées du plâtre de la quinta del Sordo à la toile, de 1874, par Salvador Martínez Cubells, sur commande du baron Émile d'Erlanger. Charles Yriarte décrit en 1867 une peinture de plus que les 14 précédentes exposées au Musée du Prado depuis 1841. Il précise qu'elle avait déjà été arrachée du mur quand il visita la propriété : elle avait été extraite en 1846, puis transférée au Palacio de Vista Alegre (es), alors propriété de Marie-Christine de Bourbon-Siciles. Elle fait partie de la collection privée de Stanley Moss à New York.

## Description et analyse
La toile représente un groupe de cinq têtes en premier plan, dans l’angle inférieur droit, et en fond un paysage montagneux. 
Comme l’ensemble des peintures noires, la gamme de couleurs est réduite à l'ocre, la terre, le gris et le noir. Elles sont considérées comme des précurseurs de l'expressionnisme du XXe siècle.